# Georg Christoph Eimmart
Georg Christoph Eimmart   (Ratisbona, 22 d'agost de 1638 - Nuremberg, 5 de gener de 1705), dibuixant i gravador alemany.
Es va educar amb el seu pare, Georg Christoph Eimart el Vell (1603-1658), que també era gravador i pintor de retrats, paisatges, natura morta i temes històrics. Va estudiar a la Universitat de Jena del 1654 al 1658.
Eimmart el Jove va residir a Nuremberg, on va morir el 1705. Va gravar algunes planxes per a l'Acadèmia de Sandrart i alguns petits aiguaforts de ruïnes, edificis i gerros, ornamentats amb figures, que tenen un mèrit considerable. També va ser matemàtic i astrònom i va publicar el 1701 Iconographia nova contemplationum de Sole.
La seva mare era Christine Banns (? -1654), filla d'un agent de duanes austríac, Damian Banns. El 20 d'abril de 1668 es va casar amb Maria Walther, filla del taxador Christian Walther. La seva filla Maria Clara Eimmart (1676-1707) també va ser dissenyadora i gravadora. Normalment treballava amb el seu pare. Es va casar amb l'astrònom J. H. Müller.
Va establir el primer observatori astronòmic a Nuremberg.
El cràter lunar Eimmart rep el nom de Georg Christoph Eimmart el Jove.